# Папис, Макс
Массимилиано «Макс» Папис (итал. Massimiliano Papis, 3 октября, 1969, Комо) — итальянский автогонщик, участник чемпионатов мира по автогонкам в классе Формула-1.

## Биография
В начале 1990-х годов без особого успеха выступал в международной Формуле-3000. В середине 1995 года заменил Джанни Морбиделли в команде Формулы-1 «Футуорк». Участвовал в семи этапах чемпионата мира Формулы-1 1995 года, очков не набрал. На следующий год стартовал в трёх гонках чемпионата «Индикар», а также принял участие в серии IMSA на автомобиле Феррари-333SP. Стал вице-чемпионом IMSA, одержав три победы в серии. С 1997 по 2002 соревновался в чемпионате «Индикар» (лучший результат - пятое место в чемпионате в 1999 году). Позже участвовал в чемпионатах NASCAR, Гранд-Ам и ALMS.

## Результаты выступлений в Формуле-1
| Легенда к таблице |                                                                    |
| --- | ------------------------------------------------------------------ |
| В таблице перечислены результаты всех Гран-при Формулы-1, в которых принимал участие гонщик. Строками таблицы являются сезоны, столбцами — этапы чемпионата мира. В каждой клетке указаны сокращённое название этапа и результат, дополнительно обозначенный цветом. Расшифровка обозначений и цветов представлена в нижеследующей таблице. |                                                                    |
| \| Пример \| Описание \| \| ------------ \| ------------------------------------------------------------------ \| \| 1 \| Победитель \| \| 2 \| Второе место \| \| 3 \| Третье место \| \| 5 \| Финишировал, заработав очки \| \| Сход \| Не финишировал, но при этом заработал очки \| \| 12 \| Финишировал, не получив очков \| \| НКЛ \| Финишировал, но не попал в финальную классификацию \| \| 15 \| Участвовал вне зачёта, либо по отдельной классификации \| \| 18 \| Не финишировал, но попал в финальную классификацию \| \| Сход \| Не финишировал \| \| НКВ \| Не прошёл квалификацию \| \| НПКВ \| Не прошёл предквалификацию \| \| ДСК \| Дисквалифицирован \| \| ИСК \| Исключён из протокола соревнований \| \| ТТ \| Заявлен для участия только в тренировках \| \| НС \| Участвовал в квалификации, но не стартовал в гонке \| \| Т \| Травмирован или болен \| \| ОТК \| Отказ от участия \| \| НТР \| Прибыл на соревнования, но на трассу не выезжал \| \| НПР \| Был заявлен в числе участников, но не прибыл к началу соревнований \| \| О \| Соревнования отменены \| \| \| Не участвовал \| \| Поул-позиция \| \| \| Быстрый круг \| \| |                                                                    |
| Пример | Описание                                                           |
| 1 | Победитель                                                         |
| 2 | Второе место                                                       |
| 3 | Третье место                                                       |
| 5 | Финишировал, заработав очки                                        |
| Сход | Не финишировал, но при этом заработал очки                         |
| 12 | Финишировал, не получив очков                                      |
| НКЛ | Финишировал, но не попал в финальную классификацию                 |
| 15 | Участвовал вне зачёта, либо по отдельной классификации             |
| 18 | Не финишировал, но попал в финальную классификацию                 |
| Сход | Не финишировал                                                     |
| НКВ | Не прошёл квалификацию                                             |
| НПКВ | Не прошёл предквалификацию                                         |
| ДСК | Дисквалифицирован                                                  |
| ИСК | Исключён из протокола соревнований                                 |
| ТТ | Заявлен для участия только в тренировках                           |
| НС | Участвовал в квалификации, но не стартовал в гонке                 |
| Т | Травмирован или болен                                              |
| ОТК | Отказ от участия                                                   |
| НТР | Прибыл на соревнования, но на трассу не выезжал                    |
| НПР | Был заявлен в числе участников, но не прибыл к началу соревнований |
| О | Соревнования отменены                                              |
| | Не участвовал                                                      |
| Поул-позиция |                                                                    |
| Быстрый круг |                                                                    |

| Год  | Команда  | Шасси         | Двигатель | 1   | 2   | 3   | 4   | 5   | 6   | 7   | 8        | 9        | 10       | 11       | 12    | 13       | 14     | 15  | 16  | 17  | Место | Очки |
| ---- | -------- | ------------- | --------- | --- | --- | --- | --- | --- | --- | --- | -------- | -------- | -------- | -------- | ----- | -------- | ------ | --- | --- | --- | ----- | ---- |
| 1995 | Footwork | Footwork FA16 | Hart      | БРА | АРГ | САН | ИСП | МОН | КАН | ФРА | ВЕЛ Сход | ГЕР Сход | ВЕН Сход | БЕЛ Сход | ИТА 7 | ПОР Сход | ЕВР 12 | ТИХ | ЯПО | АВС | -     | 0    |